# Schtscherbakow Schtsche-2
Das zweimotorige Transportflugzeug Schtscherbakow Schtsche-2 (russisch Щербаков Ще-2) wurde während des Zweiten Weltkrieges entwickelt und diente hauptsächlich für Zulieferaufgaben der sowjetischen Luftfahrtindustrie. Nach Kriegsende setzte man es vorrangig als Verkehrsflugzeug auf Kurzstrecken ein.

## Entwicklung
Alexei Schtscherbakow war schon an dem Entwurf einiger Segel- und Motorflugzeuge beteiligt gewesen, unter anderem auch an der Entwicklung der I-153, bevor ihm 1942 an die Konstruktion eines dringend benötigten militärischen Mehrzweckflugzeuges übertragen wurde. Der Erstflug der anfangs TS-1 genannten Maschine erfolgte im gleichen Jahr und als die staatlichen Flugtests im Sommer 1943 beendet waren, begann im Oktober die Serienproduktion. Die Schtsche-2 erschien in zwei Ausrüstungsvarianten: Die Frachtversion konnte 1000 kg Ladung oder als Sanitätsflugzeug elf Tragen befördern, die Schulversion erhielt die Ausstattung zur Ausbildung von Navigatoren. Das vielseitige Modell konnte als Truppentransporter 16 Soldaten oder in der Luftlandeversion 9 Fallschirmspringer befördern. Einige Schtsche-2 wurden nach dem Krieg an Polen abgegeben.
Die Fertigung endete Anfang 1946 nach 550 produzierten Exemplaren. 1945 erschien ein Modell zum Einsatz in der Landwirtschaft mit verbesserten Fahrwerk, das jedoch nicht verwirklicht wurde, da die Schtsche-2 für diese Aufgabe chronisch untermotorisiert war. Zwei andere Versionen waren mit Dieselmotoren ausgerüstet, eine geplante Doppelrumpf-Ausführung mit drei Triebwerken blieb nur Projekt.

## Technische Beschreibung
Die Schtsche-2 war fast ausschließlich aus Holz hergestellt. Im Rumpf auf der linken Seite befand sich eine große Ladeluke, so dass auch sperrige Lasten befördert werden konnten. Der in Schulterdecker-Konfiguration angeordnete stoffbespannte Tragflügel war durch Streben am Rumpf abgestützt. Das Seitenleitwerk bestand aus zwei Endscheiben, die am Höhenleitwerk befestigt waren. Die Haupträder des starren Heckradfahrwerkes besaßen stromlinienförmige Verkleidungen.

## Technische Daten
| Kenngröße             | Daten                                           |
| --------------------- | ----------------------------------------------- |
| Besatzung             | 2                                               |
| Passagiere            | 8                                               |
| Länge                 | 15,25 m                                         |
| Spannweite            | 21,95 m                                         |
| Höhe                  | 4,00 m                                          |
| Flügelfläche          | 63,88 m²                                        |
| Flügelstreckung       | 7,5                                             |
| Rüstmasse             | 2210 kg                                         |
| Nutzlast              | 1000 kg                                         |
| Startmasse            | normal 3400 kg maximal 3700 kg                  |
| Antrieb               | zwei luftgekühlte 5-Zylinder-Sternmotoren M-11D |
| Startleistung         | 116 PS (85 kW)                                  |
| Höchstgeschwindigkeit | 154 km/h                                        |
| Reisegeschwindigkeit  | 120 km/h                                        |
| Landegeschwindigkeit  | 70 km/h                                         |
| Steigleistung         | 1,6 m/s                                         |
| Dienstgipfelhöhe      | praktisch 3000 m                                |
| Reichweite            | maximal 640 km                                  |